# Cách mạng Guatemala
Cách mạng Guatemala (La Revolución), cũng được gọi là Thập kỷ xuân, là một thời kỳ trong lịch sử Guatemala từ khi Jorge Ubico bị đảo chính vào năm 1944 đến khi Jacobo Árbenz bị đảo chính vào năm 1954. Trong thời kỳ này, Guatemala thụ hưởng một nền dân chủ đại nghị và thực hiện những chính sách cải cách xã hội, chính trị và nhất là nông nghiệp, gây ảnh hưởng sâu rộng trên khắp Mỹ Latinh.
Từ cuối thế kỷ 19 đến năm 1944, Guatemala có một loạt chế độ độc tài tập trung phát triển kinh tế thông qua xuất khẩu cà phê. Từ năm 1898 đến năm 1920, Tổng thống Manuel Estrada Cabrera nhượng địa cho Công ty Hoa quả Liên hiệp, một công ty Hoa Kỳ chuyên kinh doanh trái cây nhiệt đới, bằng cách tước quyền sở hữu đất của nhiều người dân bản địa. Dưới chế độ độc tài của Jorge Ubico từ năm 1931 đến năm 1944, chính quyền bóc lột người dân ác nghiệt, vi phạm quyền lợi lao động và thành lập một nhà nước cảnh sát.
Tháng 6 năm 1944, một phong trào dân chủ do sinh viên, công đoàn lãnh đạo buộc Ubico phải từ chức. Tuy nhiên, Ubico thành lập một chế độ quân quản gồm ba người, do Federico Ponce Vaides đứng đầu, nhằm duy trì những chính sách đàn áp của ông. Chế độ quân quản bị lật đổ trong một cuộc binh biến do Jacobo Árbenz phát động vào tháng 10 năm 1944, một sự kiện được gọi là "Cách mạng tháng Mười". Bầu cử dân chủ nhanh chóng được tổ chức và Juan José Arévalo trúng cử tổng thống với đại đa số phiếu bầu. Là một giáo sư triết học tiến bộ đại diện cho phong trào dân chủ, Arévalo thực hiện một chương trình cải cách xã hội ôn hòa, bao gồm một chiến dịch xóa nạn mù chữ và cam kết bầu cử tự do. Tuy nhiên, phụ nữ mù chữ không được đi bỏ phiếu và các đảng cộng sản đều bị cấm.
Sau khi Arévalo mãn nhiệm vào năm 1951, Jacobo Árbenz trúng cử tổng thống với đại đa số phiếu bầu. Árbenz tiếp tục chương trình cải cách của Arévalo và ban hành một chính sách cải cách ruộng đất táo bạo, được gọi là Pháp lệnh 900. Pháp lệnh 900 quy định đất bỏ hoang của những đại địa chủ được nhà nước trưng mua và chia lại cho bần cố nông. Khoảng 500.000 nông dân thụ hưởng ruộng đất mà đa số là người dân bản địa, tổ tiên của họ bị tước đất sau khi Tây Ban Nha chinh phục Guatemala. Chính sách của Árbenz bị Công ty Hoa quả Liên hiệp phản đối do tước đất của công ty. Công ty vận động chính quyền Hoa Kỳ lật đổ Árbenz. Bộ Ngoại giao Hoa Kỳ viện cớ Árbenz theo cộng sản để tổ chức binh biến vào năm 1954, Carlos Castillo Armas trở thành lãnh đạo của một chế độ quân quản. Cuộc đảo chính châm ngòi Nội chiến Guatemala từ năm 1960 đến năm 1996. Quân đội Guatemala tiến hành diệt chủng người Maya và trắng trợn xâm phạm quyền con người của thường dân.

## Bối cảnh

### Đầu thế kỷ 20

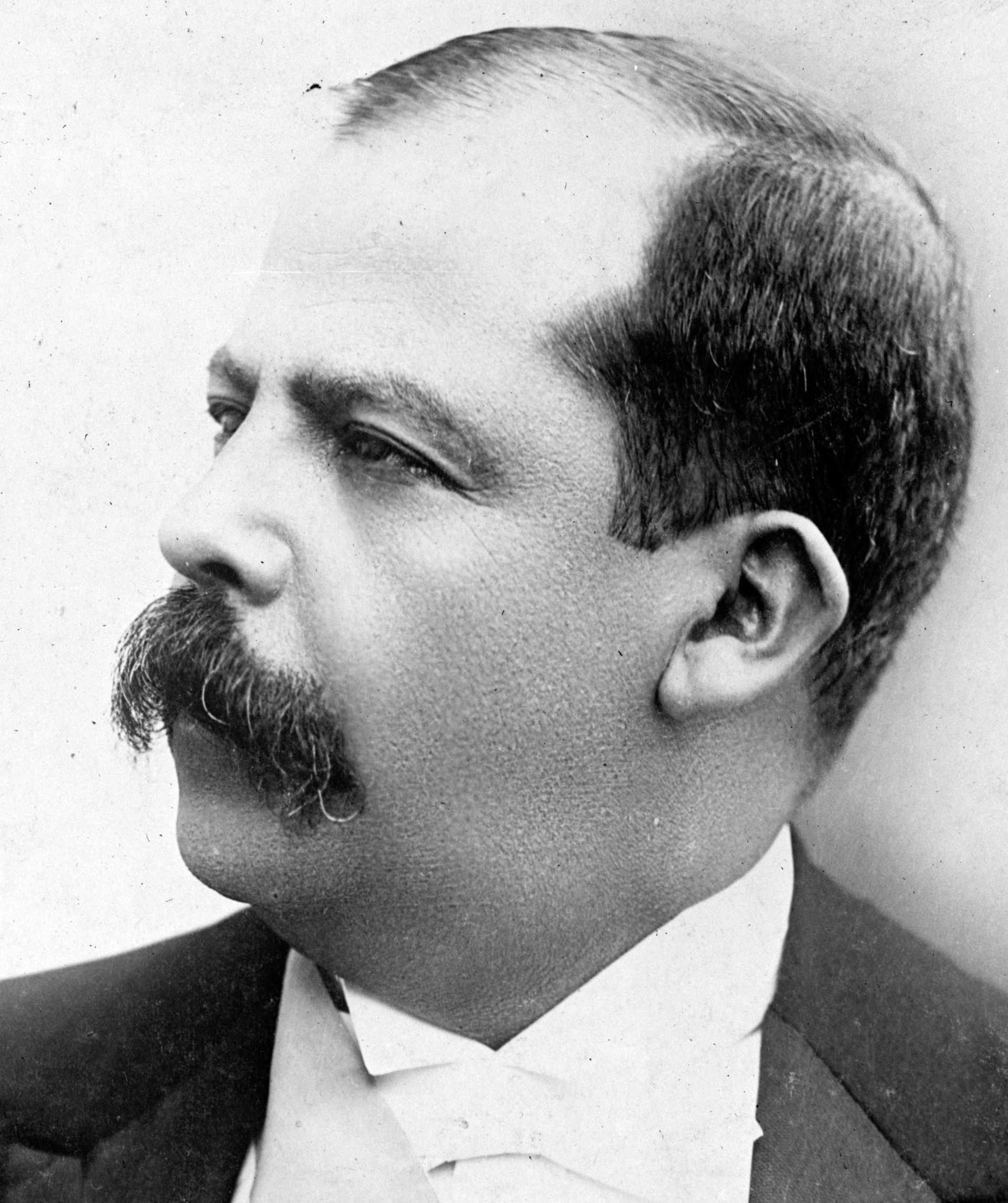
Manuel Estrada Cabrera, tổng thống Guatemala từ năm 1898 đến năm 1920. Cabrera nhượng nhiều đất, độc quyền cho Công ty Hoa quả Liên hiệp của Hoa Kỳ

Trước khi Tây Ban Nha chinh phục Guatemala vào năm 1524, người Maya chiếm tuyệt đại bộ phận dân số Guatemala. Thực dân Tây Ban Nha thành lập một chế độ bóc lột lao động gồm nô lệ và lao động cưỡng bức làm việc cho một giới địa chủ người châu Âu giàu có nhưng người bản địa vẫn giữ quyền sở hữu đất đai. Từ cuối thế kỷ 19, nhằm đáp ứng nhu cầu cà phê toàn cầu gia tăng, chính quyền thuộc địa ban hành luật tước quyền sở hữu đất đai của người bản địa và cho phép địa chủ sử dụng lao động cưỡng bức trong các đồn điền.
Công ty Hoa quả Liên hiệp của Hoa Kỳ là một trong những công ty nước ngoài mua lại đất đai từ chính quyền thuộc địa và người bản địa. Tổng thống Manuel Estrada Cabrera cho phép thành lập công đoàn ở những khu vực nông thông nhưng cũng nhượng thêm quyền cho Công ty Hoa quả Liên hiệp. Năm 1922, Đảng Cộng sản Guatemala được thành lập và thu hút nhiều lao động thành thị nhưng không tranh thủ được nông dân và người bản địa. Nền kinh tế Guatemala sụp đổ trong thời kỳ Đại khủng hoảng, dẫn tới bất ổn trong giai cấp công nhân, lao động. Lo sợ nguy cơ cách mạng, giới địa chủ ủng hộ Jorge Ubico, là một tỉnh trưởng tàn bạo và hiệu quả. Ubico trúng cử tổng thống trong cuộc bầu cử độc diễn vào năm 1931.

### Chế độ độc tài của Jorge Ubico

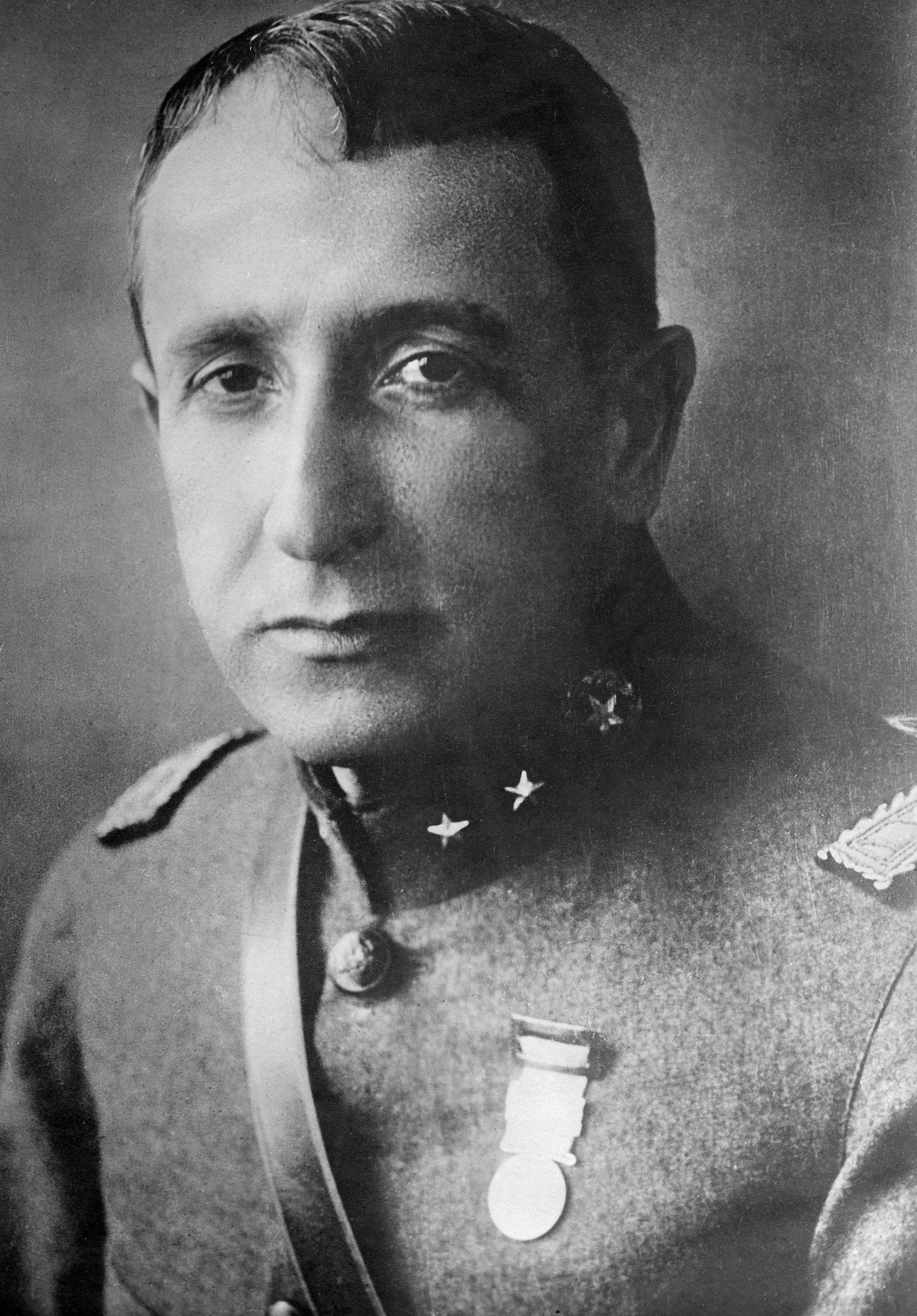
Jorge Ubico, độc tài Guatemala từ năm 1931 đến năm 1944. Ông ban hành luật cho phép địa chủ sử dụng bạo lực để bảo vệ ruộng đất

Ubico tuyên bố ủng hộ phong trào lao động khi tranh cử tổng thống nhưng nhanh chóng trở mặt một khi đã trúng cử. Ông bãi bỏ chế độ nô dịch nợ nhưng ban hành luật yêu cầu tất cả đàn ông không sở hữu đất đai phải khổ sai ít nhất 100 ngày. Người bản địa phải làm việc không công trong những dự án công chính như đường sá, đường sắt. Lương người lao động rất thấp và địa chủ được miễn trừ trách nhiệm hình sự về hành vi bảo vệ tài sản của mình, một đặc quyền mà giới sử học gọi là giết người hợp pháp. Lực lượng cảnh sát được tăng cường đáng kể, trở thành một trong những lực lượng cảnh sát hiệu quả, tàn bạo nhất tại Mỹ Latinh, có quyền bắn và bỏ tù người nào đòi quyền lợi lao động. Chế độ hà khắc của Ubico khiến nông dân và người bản địa căm ghét ông. Ubico cũng khinh bỉ người bản địa, từng so sánh họ với một con lừa.
Ubico ngưỡng mộ những lãnh đạo phát xít tại châu Âu như Francisco Franco và Benito Mussolini. Tuy nhiên, ông nỗ lực tranh thủ Hoa Kỳ làm đồng minh chống lại mối đe dọa cộng sản từ México. Trong Chiến tranh thế giới thứ hai, Guatemala bắt giữ tất cả những người gốc Đức trong nước theo yêu cầu của Hoa Kỳ và tuyên chiến Đức, Nhật Bản sau khi Hoa Kỳ tuyên chiến hai nước. Ngoài ra, Ubico cho phép Hoa Kỳ thành lập một căn cứ không quân tại Guatemala với mục đích bảo vệ Kênh đào Panama. Chính quyền nhượng 200.000 héc-ta đất nhà nước cho Công ty Hoa quả Liên hiệp đổi lấy cam kết xây dựng một cảng biển nhưng Ubico cho công ty miễn cam kết đó. Công ty Hoa quả Liên hiệp tiếp tục đuổi nông dân để biến đất nông nghiệp của họ thành đồn điền chuối. Ubico không những không ngăn chặn mà còn tiếp tay cho việc này.

### Tổng đình công tháng 6 năm 1944
Chiến tranh thế giới thứ hai khiến nền kinh tế Guatemala càng suy thoái hơn. Ubico đàn áp dữ dội biểu tình, đối lập. Năm 1944, độc tài El Salvador Maximiliano Hernández Martínez bị dân chúng lật đổ nhưng nhanh chóng khôi phục quyền lực, buộc nhiều nhà cách mạng phải sống lưu vong tại Guatemala, đồng thời sinh viên tại Thành phố Guatemala tổ chức hàng loạt cuộc bãi khóa, biểu tình. Ngày 22 tháng 6, Ubico đình chỉ hiến pháp. Những người biểu tình, gồm thành phần trung lưu, sinh viên và công nhân, kêu gọi tổng đình công và đưa ra tối hậu thư vào ngày 23 yêu cầu khôi phục hiến pháp cùng với một bản yêu sách có chữ ký của 311 công dân Guatemala tiêu biểu. Ubico đem cảnh sát đàn áp cuộc biểu tình và ra lệnh thiết quân luật.

### Ubico từ chức, thành lập một chính phủ lâm thời
Trong khoảng thời gian một tuần người biểu tình và quân đội giao chiến với nhau, phong trào dân chủ đạt đến cao trào. Cuối tháng 6, Ubico nộp đơn từ chức trước Quốc hội, dân chúng tràn ra đường phố ăn mừng.
Tuy nhiên, nền dân chủ không được khôi phục. Ubico thành lập một chính quyền quân quản lâm thời gồm ba tướng: Federico Ponce Vaides, Eduardo Villagrán Ariza và Buenaventura Pineda. Một vài ngày sau, Ponce Vaides thuyết phục quốc hội bổ nhiệm ông làm tổng thống lâm thời. Ponce cam kết tổ chức bầu cử tự do nhưng tiếp tục đàn áp biểu tình, giam giữ tùy tiện, đình chỉ quyền tự do báo chí và cấm tưởng niệm những liệt sĩ cách mạng. Bất chấp sự đàn áp của chính quyền, các cuộc biểu tình ngày càng gia tăng trong khi khu vực nông thôn bắt đầu chống đối chế độ độc tài. Chính quyền dùng cảnh sát đe dọa người bản địa nhằm duy trì quyền lực trong cuộc bầu cử sắp tới, khiến một bộ phận nhân dân ủng hộ cách mạng vũ trang. Quân đội trở nên bất mãn với chính quyền quân quản và một phe tiến bộ bắt đầu âm mưu làm binh biến.
Ngày 1 tháng 10 năm 1944, tổng biên tập tờ báo đối lập El Imparcial Alejandro Cordova bị ám sát. Nhóm âm mưu quân đội bắt liên lạc với những lãnh đạo của phong trào biểu tình đề nghị hợp tác biến binh biến thành cách mạng quần chúng. Ponce Vaides tuyên bố tổ chức bầu cử nhưng bị các lực lượng dân chủ lên án là gian trá. Nhằm bảo vệ chế độ, Ponce Vaides kích động phân biệt chủng tộc giữa người bản địa và người Ladino, là nhóm ủng hộ cách mạng nhiệt liệt nhất: Ponce Vaides trả tiền cho hàng nghìn tá điền người bản địa diễu hành qua Thành phố Guatemala và cam kết trao đất đai nếu họ ủng hộ Đảng Tự do mà Ubico thành lập như một mặt trận của chế độ.

## Cách mạng tháng Mười
Từ giữa tháng 10, nhiều kế hoạch đảo chính chính quyền quân quản đã được tiến hành. Những nhóm âm mưu đảo chính của phong trào dân chủ gồm giáo viên, sinh viên và phe tiến bộ trong quân đội. Chính quyền phát giác một trong những âm mưu đảo chính vào ngày 19 tháng 10.
Trong cùng ngày, một nhóm sĩ quan do Francisco Javier Arana và Jacobo Árbenz Guzmán lãnh đạo phát động binh biến. Árbenz và Aldana Sandoval thuyết phục Arana tham gia binh biến nhưng chính Sandoval lại rút lui vào phút cuối do "mất can đảm". Nhóm sĩ quan âm mưu nhận được sự ủng hộ của những phe khác trong quân đội và thường dân. Nhờ sự hậu thuẫn của sinh viên, đoàn viên công đoàn, nhóm âm mưu khuất phục được cảnh sát và bộ phận quân đội trung thành với chính quyền. Ngày 20 tháng 10, Ponce Vaides đầu hàng vô điều kiện.

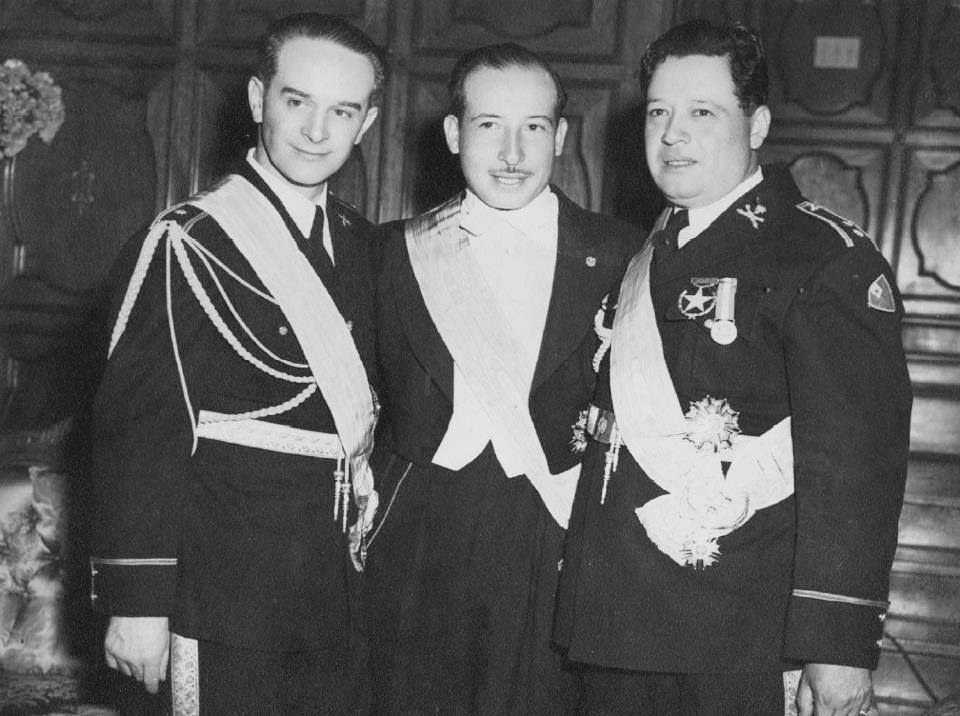
Jacobo Árbenz, Jorge Toriello, và Francisco Arana, những lãnh đạo trong thời kỳ chuyển tiếp sau Cách mạng tháng Mười

Ponce Vaides và Ubico được phép rời khỏi Guatemala. Một chính phủ lâm thời mới được thành lập, gồm Árbenz, Arana và Jorge Toriello, một thanh niên có vai trò quan trọng trong phong trào biểu tình. Sở dĩ Arana được tham gia chính phủ lâm thời tuy là người tham gia binh biến sau cùng là vì ông thuyết phục Vệ binh Danh dự theo phe cách mạng. Chính phủ lâm thời cam kết triệu tập quốc hội lập hiến và tổ chức bầu cử tổng thống, quốc hội tự do và công bằng.
Giới sử học coi việc thành lập chính phủ lâm thời là khởi điểm của Cách mạng Guatemala. Tuy nhiên, chính quyền cách mạng ban đầu không đả động đến quyền lợi của giai cấp địa chủ. Hai ngày sau khi Ponce Vaides từ chức, bạo loạn bộc phát tại Patzicía, một thôn người bản địa. Chính quyền nhanh chóng đàn áp cuộc biểu tình, khiến cho nhiều người tử vong, có phụ nữ và trẻ em.

### Arévalo trúng cử tổng thống
Juan José Arévalo Bermejo sinh ra vào năm 1904 trong một gia đình trung lưu. Ông làm giáo viên tiểu học một thời gian trước khi nhận được học bổng đi du học tiến sĩ tại Argentina về giáo dục. Năm 1934, Arévalo trở về Guatemala và ứng tuyển vào một vị trí trong Bộ Giáo dục nhưng bị từ chối. Bất mãn với chế độ độc tài của Ubico, ông đi làm giáo sư tại Argentina cho đến năm 1944. Tháng 7 năm 1944, Đảng Canh tân Quốc gia được thành lập và đề cử ông làm ứng cử viên tổng thống. Arévalo nhận được sự ủng hộ của nhiều tổ chức lãnh đạo phong trào biểu tình, ví dụ như liên đoàn sinh viên. Lý lịch của ông làm hài lòng cả hai bên: Arévalo thuộc thành phần học thuật và không dính líu tới chế độ độc tài, ghi điểm trong mắt sinh viên, giáo sư; nhưng ông chọn sống lưu vong tại Argentina chứ không phải Mexico, trấn an địa chủ rằng sẽ không có cải cách xã hội chủ nghĩa hoặc cộng sản.
Bầu cử tổng thống được tổ chức vào tháng 12 năm 1944 và được công nhận là tự do, công bằng tuy chỉ đàn ông biết chữ mới có quyền bầu cử. Không có thành viên nào của chính quyền quân quản ứng cử tổng thống. Đối thủ chính của Arévalo là Adrián Recinos, chiến dịch tranh cử của ông sử dụng một số người của chế độ Ubico. Ngày 19 tháng 12 năm 1944, Arévalo trúng cử tổng thống, nhận được hơn bốn lần tổng số phiếu của tất cả các ứng cử viên khác.

## Nhiệm kỳ tổng thống của Arévalo
Arévalo nhậm chức tổng thống vào ngày 15 tháng 3 năm 1945, đối mặt với vô số vấn đề kinh tế xã hội: cơ sở hạ tầng đường bộ còn thiếu trầm trọng tuy Ubico sử dụng lao động cưỡng bức để làm đường, 70% dân số mù chữ, nhiều trẻ em suy dinh dưỡng. Ba phần tư đất nông nghiệp thuộc sở hữu 2% số địa chủ, hơn 99% đất đai bị bỏ hoang. Tá điền người bản địa không có đất hoặc làm không đủ sống. Ba phần tư lực lượng lao động là nông dân trong khi nền công nghiệp thì hầu như không tồn tại.

### Hệ tư tưởng
Arévalo gọi hệ tư tưởng của mình là "chủ nghĩa xã hội tinh thần". Ông tin rằng chỉ một chính phủ gia trưởng mới khắc phục được sự lạc hậu của Guatemala. Arévalo phản đối chủ nghĩa Marx và cho rằng một chế độ tư bản được nhà nước quản lý sẽ mang lại lợi ích cho toàn thể nhân dân. Hiến pháp mới của Guatemala, một trong những bản hiến pháp tiến bộ nhất tại Mỹ Latinh, phản ánh hệ tư tưởng của Arévalo, trao quyền bầu cử phổ thông ngoại trừ đối với phụ nữ mù chữ, quy định phân cấp phân quyền và thành lập một chế độ đa đảng nhưng cấm đảng cộng sản. Hiến pháp và hệ tư tưởng của Arévalo là cơ sở những cải cách của ông và Jacobo Árbenz. Chính sách kinh tế của Arévalo lấy doanh nghiệp tư nhân làm trọng tâm. Mặc dù Hoa Kỳ xuyên tạc bản chất của cuộc cách mạng là cộng sản nhưng Cách mạng Guatemala không phải là tả khuynh mà thực chất là chống cộng.

### Phong trào lao động
Tuy quyền lợi của những thành phần bóc lột lao động như giai cấp địa chủ và Công ty Hoa quả Liên hiệp không bị tác động nhưng cuộc cách mạng đã tăng cường thế lực của các công đoàn.  Ngày 1 tháng 5 năm 1945, Arévalo có bài phát biểu tán dương công đoàn, được khán giả nhiệt liệt hưởng ứng. Một bản hiến pháp mới được ban hành vào năm 1945, hủy bỏ luật cấm vô gia cư của chế độ cũ và bảo đảm quyền tự do báo chí, giúp phơi bày điều kiện lao động khắc nghiệt tại Thành phố Guatemala. Ngay từ đầu, các công đoàn chia thành hai phe cộng sản và không cộng sản. Trước cách mạng, cả hai phe đều phải hoạt động ngầm dưới chế độ Ubico.
Nhiều lãnh đạo cộng sản đã bị Ubico bỏ tù được thả, bao gồm Miguel Mármol, Víctor Manuel Gutiérrez và Graciela García; García là một trường hợp hiếm có của một người phụ nữ tham chính trong phong trào cộng sản. Phe cộng sản bắt đầu vận động tại Thành phố Guatemala và thành lập một trường học công nhân tên là Escuela Claridad nhằm xóa nạn mù chữ, tổ chức công đoàn. Sáu tháng sau, Tổng thống Arévalo ra lệnh đóng cửa ngôi trường và trục xuất những lãnh đạo của phe cộng sản không phải là người Guatemala. Tuy nhiên, phong trào cộng sản tiếp tục hoạt động chủ yếu thông qua công đoàn giáo viên.
Đối với những công đoàn không cộng sản thì chính sách của Arévalo không nhất quán. Năm 1945, ông cấm tất cả các công đoàn nông thôn tại những công ty có ít hơn 500 công nhân, bao gồm hầu hết các đồn điền. Một ngoại lệ là công đoàn tại Công ty Hoa quả Liên hiệp. Năm 1946, công đoàn này tổ chức đình công, khiến cho Arévalo cấm đình công cho đến khi ban hành một bộ luật lao động mới. Những công ty, chủ lao động nỗ lực trì hoãn việc thông qua bộ luật lao động và tranh thủ bóc lột trắng trợn người lao động. Ngoài ra, chính quyền Hoa Kỳ thuyết phục Liên đoàn Lao động Hoa Kỳ thành lập Tổ chức Lao động Khu vực Quốc tế, là một công đoàn chống cộng.
Mặc dù bị cực lực phản đối nhưng các công đoàn vận động thành công buộc Quốc hội phải thông qua một bộ luật lao động mới vào năm 1947. Bộ luật lao động bảo đảm "nhân phẩm" của công nhân, cấm phân biệt đối xử về "tuổi tác, chủng tộc, giới, quốc tịch, tôn giáo tín ngưỡng hoặc lập trường chính trị" trong việc trả lương, quy định những quy chuẩn về an toàn, vệ sinh lao động và ban hành ngày làm tám giờ, tuần làm 45 giờ. Tuy nhiên, các đồn điền được miễn quy định về ngày làm, tuần làm. Ngoài ra, bộ luật yêu cầu chủ đồn điền phải thành lập trường tiểu học cho con cái của người lao động. Những cơ chế hành chính được quy định vào năm 1948 để thi hành bộ luật, giúp cải thiện đáng kể quyền lợi của người lao động tại Guatemala, ví dụ như tăng mức lương trung bình lên gấp ba lần.

### Đối ngoại
Chính quyền Arévalo ủng hộ dân chủ trong đường lối đối ngoại. Việc đầu tiên Arévalo làm là cắt đứt quan hệ ngoại giao với chế độ độc tài Tây Ban Nha của Francisco Franco. Tại hai hội nghị liên Mỹ sau khi trúng cử tổng thống, Arévalo đề nghị các nước Trung Mỹ không thừa nhận, hỗ trợ những chế độ độc tài trong khu vực nhưng thất bại do sự phản đối của những chế độ độc tài được Hoa Kỳ làm hậu thuẫn như Nicaragua. Arévalo cắt đứt quan hệ ngoại giao với Nicaragua và Cộng hòa Dominica. Thất vọng với việc hợp tác với những nước Trung Mỹ khác, Arévalo bắt đầu hỗ trợ Quân đoàn Caribe, là một nhóm chủ trương lật đổ các chế độ độc tài trên khắp Trung Mỹ bằng vũ lực. Lập trường này dẫn đến chính quyền Arévalo bị những chế độ độc tài trong khu vực gán cho là cộng sản.
Chính quyền Arévalo cũng đề xuất thành lập Liên bang Trung Mỹ nhằm bảo vệ các nền dân chủ trong khu vực. Arévalo bị tất cả các lãnh đạo nước dân chủ Trung Mỹ từ chối ngoại trừ Tổng thống El Salvador Castañeda Castro. Hai bên bắt đầu đàm phán và thành lập những ủy ban để nghiên cứu vấn đề. Cuối năm 1945, Arévalo và Castro tuyên bố thành lập một liên bang nhưng việc thực hiện bị trì hoãn do lục đục nội bộ của hai nước; chính quyền Castro bị lật đổ trong một cuộc binh biến vào năm 1948.

### Đảo chính hụt năm 1949
Là sĩ quan cấp cao nhất trong Cách mạng tháng Mười, Francisco Arana là lãnh đạo của chính phủ lâm thời được thành lập sau cuộc đảo chính. Ông phản đối chuyển giao chính quyền cho thường dân và cố gắng trì hoãn, hủy bỏ cuộc bầu cử năm 1944 nhưng thất bại. Tuy nhiên, Arana buộc Arévalo phải bổ nhiệm ông làm tổng tư lệnh quân đội, là một chức vụ cao hơn bộ trưởng quốc phòng với nhiệm kỳ sáu năm, có toàn quyền bổ nhiệm về quân sự. Tháng 12 năm 1945, Arévalo bị thương nặng trong một vụ tai nạn ô tô. Lo sợ nguy cơ binh biến, lãnh đạo Đảng Hành động Cách mạng cam kết ủng hộ Arana trong cuộc bầu cử tổng thống năm 1950 nếu ông không làm đảo chính.
Vây cánh của Arana tranh thủ sự ủng hộ của tầng lớp địa chủ bằng cách đánh vào tâm lý lo sợ những cải cách của Arévalo. Tuy ban đầu không có ý tham gia chính trị nhưng Arana bắt đầu phát ngôn chống lại chính quyền. Trong cuộc bầu cử Quốc hội năm 1948, Arana ủng hộ một số ứng cử viên đối lập nhưng tất cả đều thất cử. Từ năm 1949, Đảng Canh tân Quốc gia và Đảng Hành động Cách mạng công khai tỏ thái độ đối địch với Arana, trong khi một bộ phận nhỏ của Mặt trận Giải phóng Nhân dân li khai ủng hộ ông. Những đảng cánh tả quyết định ủng hộ Árbenz vì cho rằng chỉ một sĩ quan mới có thể đánh bại Arana.
Ngày 16 tháng 7 năm 1949, Arana đưa ra tối hậu thư cho Arévalo, yêu cầu cách chức tất cả những người ủng hộ Árbenz trong nội các và quân đội, nếu không sẽ làm binh biến. Arévalo hội ý với Árbenz và những thành phần tiến bộ khác trong chính quyền về tối hậu thư và thống nhất nên trục xuất Arana. Arévalo gặp lại Arana hai ngày sau; trên đường về, đoàn xe của Arana bị một toán quân của Árbenz phục kích, Arana và hai người khác trúng đạn chết. Phe ủng hộ Arana trong quân đội nổi dậy nhưng như rắn mất đầu và cầu hòa với chính quyền chỉ sau một ngày. Cuộc đảo chính hụt làm cho 150 người bị chết, 200 người bị thương. Nhiều người ủng hộ Arana, bao gồm Carlos Castillo Armas, phải sống lưu vong.

## Nhiệm kỳ tổng thống của Árbenz

### Bầu cử
Năm 1950, Đảng Liêm chính Quốc gia đề cử Árbenz làm ứng cử viên tổng thống của đảng trong cuộc bầu cử sắp tới. Với cương vị bộ trưởng quốc phòng và việc ủng hộ chính phủ trong cuộc đảo chính hụt vào năm 1949, Árbenz là một ứng cử viên tổng thống nặng kí. Ông nhận được sự ủng hộ của hầu hết những đảng cánh tả như Đảng Hành động Cách mạng và các công đoàn. Trong số mười ứng cử viên tổng thống, chỉ có một vài người có thể cạnh tranh với Árbenz: Jorge García Granados dựa vào tầng lớp thượng trung lưu quan ngại cuộc cách mạng đã quá đà, Miguel Ydígoras Fuentes từng làm tướng của Ubico và được những thành phần phản động ủng hộ. Árbenz cam kết đẩy mạnh những cải cách của Arévalo. Bầu cử tổng thống được tổ chức vào ngày 15 tháng 11 năm 1950. Árbenz trúng cử tổng thống với hơn 60% số phiếu tuy phụ nữ mù chữ không được đi bầu cử. Árbenz nhậm chức tổng thống vào ngày 15 tháng 3 năm 1951.

### Lý lịch
Árbenz sinh ra vào năm 1913 trong một gia đình trung lưu gốc Thụy Sĩ. Ông tốt nghiệp loại xuất sắc học viện quân sự quốc gia của Guatemala vào năm 1935 và trở thành một sĩ quan của chế độ Ubico. Trong thời gian tại ngũ, Árbenz có nhiệm vụ áp giải các nhóm tù nhân, việc này khiến ông giác ngộ và bắt đầu liên lạc với phong trào lao động. Năm 1938, Árbenz cưới María Villanova, bà cũng ủng hộ cải cách xã hội và có ảnh hưởng lớn đối với Árbenz. Ngoài ra, Árbenz chịu ảnh hưởng của José Manuel Fortuny, là một người cộng sản người Guatemala nổi tiếng, về sau là một trong những cố vấn chính của ông trong chính quyền. Bất mãn với chế độ độc tài của Ubico, Árbenz và những đồng chí sĩ quan bắt đầu âm mưu đảo chính vào năm 1944. Sau khi Ubico từ chức, Árbenz âm mưu lật đổ Ponce Vaides sau khi ông buộc Quốc hội phải tuyên bố bản thân làm tổng thống. Árbenz thuộc thiểu số sĩ quan đã bắt liên lạc với phong trào biểu tình từ trước cuộc cách mạng.

### Cải cách ruộng đất
Bộ phận quan trọng nhất trong chương trình hiện đại hóa của Árbenz là luật cải cách ruộng đất. Árbenz soạn thảo dự luật với sự hỗ trợ của những cố vấn là đảng viên đảng cộng sản và những nhà kinh tế học phi cộng sản. Ông cũng hỏi ý kiến của nhiều nhà kinh tế học trên khắp Mỹ Latinh. Ngày 17 tháng 6 năm 1952, dự luật được Quốc hội thông qua và có hiệu lực ngay lập tức. Trọng tâm của chính sách cải cách ruộng đất là giao đất của đại địa chủ cho bần cố nông canh tác nhằm tạo vốn cho những dự án công chính của đất nước. Trước đó, Ngân hàng Thế giới từ chối cho Guatemala vay vốn vào năm 1951 theo lệnh của Hoa Kỳ.
Luật Cải cách ruộng đất, được gọi là Pháp lệnh 900, quy định nhà nước trưng mua đất bỏ hoang của những địa chủ sở hữu quá 272 ha đất. Trong trường hợp địa chủ sở hữu từ 91 ha đến 272 ha đất thì nhà nước trưng mua đất bỏ hoang nếu dưới hai phần ba diện tích đất không được sử dụng. Giá trưng mua ruộng đất là giá trị ruộng đất mà địa chủ kê khai trong hồ sơ khai thuế vào năm 1952, được trả bằng công phiếu. Những ủy ban gồm đại diện của địa chủ, nông dân và chính quyền tiến hành việc chia đất. Trong gần 350.000 địa chủ, chỉ 1.710 địa chủ bị trưng mua ruộng đất. Tuy về cơ bản là một chính sách tư bản ôn hòa nhưng luật cải cách ruộng đất được thi hành khẩn trương, dẫn tới một vài trường hợp chiếm đất sai phạm và bạo lực đối với địa chủ, trung nông.
Đến tháng 6 năm 1954, 566.560 héc-ta ruộng đất đã bị nhà nước trưng mua và chia cho khoảng 500.000 người, tức một phần sáu dân số Guatemala. Pháp lệnh quy định nhà nước tài trợ những người được chia đất. Ngân hàng Nông nghiệp Quốc gia cho 53.829 người vay hơn chín triệu đô la Mỹ, trung bình mỗi người nhận 225 đô la Mỹ, gấp đôi thu nhập bình quân đầu người của Guatemala. Ngân hàng Nông nghiệp Quốc gia được khen là một cơ quan nhà nước hiệu quả, thậm chí Hoa Kỳ cũng không có gì để chỉ trích mặc dù là đối thủ chính của Árbenz. Trong số tiền 3.371.185 đô la Mỹ cho vay từ tháng 3 đến tháng 11 năm 1953 thì 3.049.092 đô la Mỹ được hoàn trả vào tháng 6 năm 1954. Pháp lệnh cũng quy định quốc hữu hóa đường sá đi qua đất được chia nhằm kết nối khu vực nông thôn.
Trái với dự đoán của những thành phần chỉ trích chính quyền, luật cải cách ruộng đất tăng năng suất nông nghiệp, diện tích canh tác và số lượng máy móc nông nghiệp. Đạo luật cải thiện đời sống của hàng nghìn hộ nông dân mà đa số là người bản địa. Nhà sử học Piero Gleijeses nhận định, oan sai từ một vài vụ chiếm đất sai phạm không bằng sự bất công mà đạo luật đã khắc phục. Tuy bị hạn chế về nhiều mặt nhưng đạo luật đã trao quyền cho nông dân, tá điền và đánh vào quyền lợi của giai cấp địa chủ.

## Công ty Hoa quả Liên hiệp

### Lịch sử
Công ty Hoa quả Liên hiệp được thành lập vào năm 1899 trên cơ sở sáp nhập hai tập đoàn Hoa Kỳ. Công ty sở hữu nhiều đất đai, đường sắt trên khắp Trung Mỹ để kinh doanh xuất khẩu chuối. Năm 1900, Công ty Hoa quả Liên hiệp là nhà xuất khẩu chuối lớn nhất trên thế giới. Năm 1930, công ty có vốn hoạt động 215 triệu đô la Mỹ và là doanh nghiệp lớn nhất, sở hữu nhiều đất đai nhất tại Guatemala. Trải qua nhiều đời tổng thống Guatemala, công ty được chính quyền tạo điều kiện mở rộng kinh doanh thông qua nhượng quyền, nhượng địa. Công ty Hoa quả Liên hiệp ủng hộ Jorge Ubico trong cuộc tranh giành quyền lực từ năm 1930 đến năm 1932. Để báo đáp sự ủng hộ của công ty, Ubico ký hợp đồng cho công ty thuê một khu đất rộng lớn với thời hạn 99 năm, miễn thuế và không phải đấu thầu. Những đặc quyền nhượng địa, nhượng quyền, miễn thuế của công ty giảm thu ngân sách nhà nước, khiến chính quyền không thể đối phó với tác động của Đại khủng hoảng. Công ty được phép trả lương cho công nhân chỉ 50 xu một ngày để ngăn công nhân tại những công ty khác đòi tăng lương. Ngoài ra, Công ty Hoa quả Liên hiệp sở hữu Puerto Barrios, là cảng biển duy nhất của Guatemala hướng Đại Tây Dương, và được thu phí xuất nhập khẩu. Năm 1950, lợi nhuận hàng năm của công ty là 65 triệu đô la Mỹ, gấp đôi thu ngân sách nhà nước của Guatemala.

### Tác động của cách mạng
Do gắn bó mật thiết với chế độ Ubico, đặc biệt là chính sách phân biệt đối xử đối với công nhân da màu nên Công ty Hoa quả Liên hiệp bị phe cách mạng xem là trở ngại, phản động. Những cải cách của Arévalo tác động mạnh đến quyền sở hữu đất đai và chính sách sử dụng lao động của công ty. Bộ luật lao động cho phép công nhân đình công khi yêu cầu tăng lương, bảo đảm việc làm không được đáp ứng. Công ty từ chối thương lượng với công nhân mặc dù thường xuyên vi phạm bộ luật lao động. Trong số 220.000 héc-ta đất thuộc sở hữu công ty, chỉ 15% diện tích được canh tác, phần đất còn lại bị nhà nước trưng mua theo luật cải cách ruộng đất được Jacobo Árbenz ban hành vào năm 1952.

### Nỗ lực vận động hành lang
Công ty Hoa quả Liên hiệp tập trung vận động chính phủ Hoa Kỳ, khiến nhiều nghị sĩ Quốc hội chỉ trích chính quyền Guatemala không bảo vệ quyền lợi của công ty. Những nhà sử học Hoa Kỳ nhận định, "người Guatemala thấy rằng đất nước họ đang bị những tập đoàn lợi ích nước ngoài bóc lột không thương tiếc mà chẳng đóng góp được gì cho phúc lợi quốc gia". 81.000 héc-ta đất của công ty bị nhà nước Guatemala trưng mua vào năm 1953 với giá 7,39 đô la Mỹ một héc-ta, gấp đôi giá mua của công ty. Tổng cộng 160.000 héc-ta đất của công ty bị nhà nước trưng mua với giá mà chính công ty đã kê khai trong hồ sơ khai thuế. Công ty nhờ Bộ trưởng Ngoại giao John Foster Dulles tác động đến chính quyền Hoa Kỳ và thuê chuyên gia quan hệ công chúng Edward Bernays để tiến hành một chiến dịch bôi nhọ chính quyền Guatemala. Sau khi Dwight D. Eisenhower trúng cử tổng thống vào năm 1952, công ty soạn một báo cáo dài 235 trang chỉ trích chính quyền Guatemala. Mặc dù đầy rẫy "sự cường điệu, thông tin thô bỉ và lý thuyết lịch sử kỳ quái" nhưng báo cáo đã tác động mạnh đến những nghị sĩ đọc được báo cáo. Tổng cộng công ty chi hơn nửa triệu đô la Mỹ nhằm thuyết phục Quốc hội và dư luận Hoa Kỳ rằng cần phải lật đổ chính quyền Guatemala.

## Âm mưu đảo chính của Cơ quan Tình báo Trung ương

### Động cơ chính trị
Ngoài sự vận động hành lang của Công ty Hoa quả Liên hiệp, có một vài lý do khiến Hoa Kỳ quyết định lật đổ Árbenz vào năm 1954. Trước Cách mạng Guatemala, binh biến tại những nước Trung Mỹ khác thành lập những chế độ chống cộng: Thiếu tá Oscar Osorio trúng cử tổng thống El Salvador vào năm 1950, Fulgencio Batista trở thành độc tài Cuba vào năm 1952, Honduras đã có một chế độ chống cộng thân Mỹ từ năm 1932, là nơi Công ty Hoa quả Liên hiệp sở hữu nhiều đất đai nhất. Những nước trong khu vực phản đối chính sách của Árbenz và việc Arévalo ủng hộ Quân đoàn Caribe. Trong bối cảnh Chiến tranh Lạnh, mặc dù Arévalo cấm đảng cộng sản nhưng nhiều quan chức cấp cao trong chính quyền Hoa Kỳ tin rằng chính quyền cách mạng đã bị cộng sản xâm nhập, khiến CIA lo ngại Guatemala có thể nguy hại Hoa Kỳ. Chính quyền Hoa Kỳ lưu hành nội bộ những báo cáo phản ánh, củng cố niềm tin này.

### Chiến dịch PBFortune
Tuy tin rằng chính quyền Guatemala đã bị cộng sản xâm nhập nhưng Hoa Kỳ chỉ dùng những biện pháp ngoại giao, kinh tế nhằm hạn chế ảnh hưởng của đảng cộng sản, ít nhất cho đến khi hết nhiệm kỳ. Từ năm 1944, Hoa Kỳ ngừng bán vũ khí cho Guatemala; năm 1951, Hoa Kỳ cấm những nước khác bán vũ khí cho Guatemala. Từ năm 1952, Truman bắt đầu lập âm mưu đảo chính Guatemala có mật danh Chiến dịch PBFortune nhằm trừ hậu họa của Árbenz.
Anastasio Somoza García, độc tài Nicaragua được Hoa Kỳ làm hậu thuẫn, là người khởi xướng âm mưu đảo chính và tuyên bố sẽ lật đổ chính phủ Guatemala nếu có vũ khí. Truman cho phép CIA tiến hành kế hoạch mà không thông báo cho Bộ Ngoại giao. CIA vận chuyển một lô vũ khí trên một con tàu của Công ty Hoa quả Liên hiệp dưới sự tài trợ của Cộng hòa Dominica và Venezuela. Carlos Castillo Armas chỉ huy chiến dịch. Tuy nhiên, Bộ Ngoại giao phát hiện âm mưu và Bộ trưởng Ngoại giao Dean Acheson thuyết phục Truman hủy bỏ kế hoạch.

### Chiến dịch PBSuccess

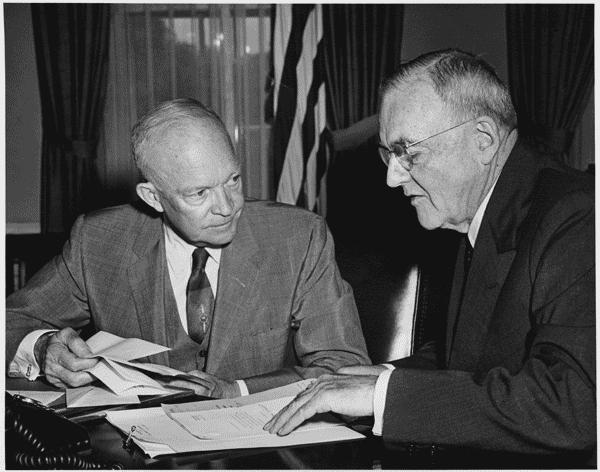
John Foster Dulles (phải) và Tổng thống Hoa Kỳ Dwight D. Eisenhower (trái)

Tháng 11 năm 1952, Dwight D. Eisenhower trúng cử tổng thống. Ông chủ trương tăng cường chính sách chống cộng trong đường lối đối ngoại của Hoa Kỳ. Ngoài ra, nhiều quan chức chính quyền như Bộ trưởng Ngoại giao John Foster Dulles và Giám đốc CIA Allen Dulles có quan hệ mật thiết với Công ty Hoa quả Liên hiệp.
Tháng 8 năm 1953, Eisenhower cho phép CIA tiến hành kế hoạch lật đổ Jacobo Árbenz, mang mật danh Chiến dịch PBSuccess. CIA được cấp kinh phí 2,7 triệu đô la Mỹ để triển khai "chiến tranh tâm lý và kích động chính trị" và sử dụng hơn 100 đặc vụ; ước tính tổng kinh phí của kế hoạch là từ năm đến bảy triệu đô la Mỹ. CIA lập danh sách những người sẽ bị ám sát, trừ khử trong cuộc đảo chính và biên soạn cẩm nang về những phương pháp ám sát. CIA chọn Carlos Castillo Armas làm lãnh đạo của cuộc binh biến sau khi cân nhắc một vài ứng viên, bao gồm Miguel Ydígoras Fuentes. Bộ Ngoại giao Hoa Kỳ vận động những nước khác không ủng hộ Guatemala bằng cách gán cho chính quyền là cộng sản, thân Liên Xô. Năm 1954, Árbenz quyết định bí mật mua vũ khí của Tiệp Khắc, là lần đầu tiên một nước thuộc khối phía Đông bán vũ khí cho một nước châu Mỹ. Động thái này tạo thời cơ chín muồi cho CIA tiến hành cuộc đảo chính.

### Xâm lược
Ngày 18 tháng 6 năm 1954, Castillo Armas dẫn đầu một đoàn xe tải chở 480 người từ Honduras tiến vào Guatemala. Họ được CIA cung cấp vũ khí và huấn luyện tại Nicaragua và Honduras.
Bởi vì quân đội Guatemala chiếm ưu thế về quân số cho nên CIA yêu cầu lực lượng của Castillo Armas cắm trại tại biên giới trong khi CIA tiến hành chiến tranh tâm lý. Lực lượng của Castillo Armas tấn công thị trấn Zacapa và Puerto Barrios nhưng bị quân đội Guatemala đẩy lùi. Chiến dịch tâm lý chiến bao gồm sử dụng những linh mục chống cộng tuyên truyền cho giáo dân, oanh tạc một vài thị trấn bằng máy bay, phong tỏa đường biển, rải truyền đơn trên khắp nước và thành lập một đài phát thanh tên là "Đài Tiếng nói Giải phóng" tuyên bố lực lượng của Castillo Armas chuẩn bị giải phóng Guatemala.
Chiến dịch tâm lý chiến của CIA khiến một phi công đào ngũ, buộc Árbenz phải cấm bay toàn bộ không quân. CIA sử dụng máy bay do phi công Mỹ lái để đánh bom những thị trấn Guatemala nhằm khủng bố chính quyền và thuyết phục Eisenhower cấp thêm hai chiếc máy bay để bổ sung cho lực lượng xâm lược.
Guatemala đề nghị Hội đồng Bảo an Liên Hợp Quốc điều tra vụ việc nhưng bị Hoa Kỳ phủ quyết với lý do vấn đề là nội bộ của Guatemala. Ngày 25 tháng 6, một chiếc máy bay CIA đánh bom Thành phố Guatemala và phá hủy trữ lượng dầu chủ yếu của chính quyền. Árbenz ra lệnh quân đội phân phát vũ khí cho nông dân, công nhân nhưng quân đội từ chối và yêu cầu Árbenz từ chức hoặc thỏa thuận với Castillo Armas.
Thừa biết không thể chống trả mà thiếu sự ủng hộ của quân đội, Árbenz từ chức vào ngày 27 tháng 6 năm 1954 và giao lại chính quyền cho Đại tá Carlos Enrique Diaz. Đại sứ Hoa Kỳ tại Guatemala John Peurifoy chủ trì đàm phán giữa quân đội và Castillo Armas tại El Salvador. Castillo gia nhập chính quyền quân quản vào ngày 7 tháng 7 năm 1954 và được bổ nhiệm làm tổng thống lâm thời một vài ngày sau. Hoa Kỳ thừa nhận chính phủ mới vào ngày 13 tháng 7. Trong cuộc bầu cử độc diễn vào đầu tháng 10, tất cả các chính đảng đều bị cấm tham gia tranh cử và Castillo Armas trúng cử tổng thống với 99% số phiếu bầu. Chính quyền ban hành hiến pháp mới, bãi bỏ hầu hết những cải cách tiến bộ của cuộc cách mạng.

### Hậu quả

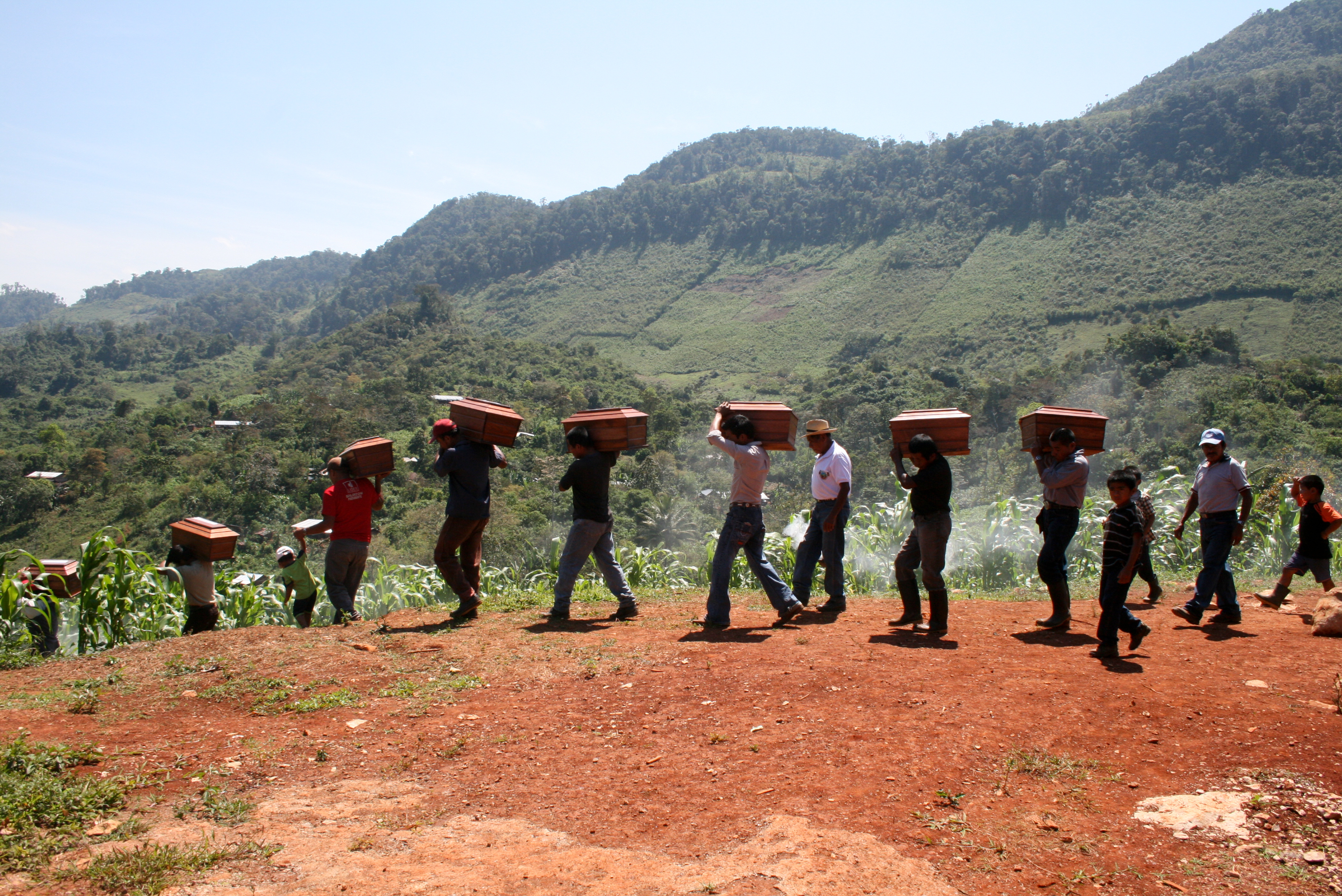
Người Ixil vác thi thể người thân đã thiệt mạng trong Nội chiến Guatemala

Sau cuộc đảo chính, hàng trăm lãnh đạo nông dân bị vây bắt và xử tử. Trí thức Guatemala và các học giả nhận định, cuộc đảo chính thành lập một trong những chế độ độc tài nhất tại Tây Bán cầu. Những lực lượng cánh tả phát động hàng loạt cuộc nổi dậy tại nông thôn, phần lớn được người dân ủng hộ, châm ngòi Nội chiến Guatemala. Du kích quân người nghèo là một trong những lực lượng lớn nhất với 270.000 người vào thời điểm mạnh nhất. 200.000 thường dân thiệt mạng trong cuộc chiến. Vô số vụ vi phạm nhân quyền xảy ra, bao gồm thảm sát thường dân, hiếp dâm, oanh tạc và cưỡng bức mất tích, giới sử học ước tính 93% số vụ vi phạm là do quân đội Guatemala gây ra mà nghiêm trọng nhất là là vụ diệt chủng người Maya vào thập niên 80.